# Claude Mignot
Claude Mignot, né le 20 novembre 1943 à Laon (Aisne) et mort le 13 novembre 2023 à Paris (neuvième arrondissement), est un universitaire français, historien spécialiste de l'architecture française classique (1540-1708), membre du Centre André-Chastel et professeur émérite de l'Université de Paris-Sorbonne.

## Biographie
Claude Mignot est reçu à l’École Normale Supérieure en 1965 et agrégé de lettres classiques en 1968. Pensionnaire de l'Académie de France à Rome (1971-1973), il obtient le titre de docteur en histoire de l'art avec une thèse sur l'architecte Pierre Le Muet soutenue en 1991.
Il a enseigné au Centre d'études supérieures de la Renaissance (C.E.S.R.) et à l'université de Tours de 1992 à 2000, puis à l'université de Paris Sorbonne-Paris IV de 2000 à 2012, et a dirigé des recherches sur Les langages de l'architecture classique.
Ses principaux travaux et publications ont pour thème l'architecture française à l’âge classique (1540-1708).
Il meurt le 13 novembre 2023 à Paris, peu avant ses 80 ans, et ses obsèques ont lieu le jour où il aurait fêté son anniversaire, le 20 novembre suivant, en l'église Notre-Dame-de-Lorette.

## Publications

### Principaux ouvrages
- Pierre Le Muet, Manière de bien bastir pour toutes sortes de personnes, introd. et notes par Claude Mignot, Aix-en-Provence, Pandora, 1981, XVI-113 p.  (ISBN 2-86371-025-7) [fac-similé de la première partie de la 23e éd. (Paris, 1663)].
- Claude Mignot, L'architecture du XIXe siècle, Paris, Éditions du Moniteur, 1983, 326 p.  (ISBN 2-281-15079-8).
- Claude Mignot, Le Val-de-Grâce : l'ermitage d'une reine, Paris, Caisse nationale des monuments historiques et des sites & CNRS Éd., 1994, 127 p.  (ISBN 2-85822-130-8) et  (ISBN 2-271-05144-4).
- Claude Vignon en son temps : actes du colloque international de l'Université de Tours, 28-29 janvier 1994, réunis par Claude Mignot & Paola Pacht Bassani, Paris, Klincksieck, 1998, 262 p.  (ISBN 2-252-03161-1).
- François Mansart : le génie de l'architecture, sous la dir. de Jean-Pierre Babelon et Claude Mignot, Paris, Gallimard, 1998, 303 p.  (ISBN 2-07-011592-5) [ouvrage publié à l'occasion de l'exposition organisée au château de Blois du 13 juin au 30 août 1998, puis à l'Hôtel de Rohan (Paris) du 5 octobre 1998 au 17 janvier 1999].
- Claude Mignot, Le Louvre en poche : guide pratique en 500 œuvres, New York & Paris, Éd. Abbeville, 2000, 539 p.  (ISBN 2-87946-191-X).
- Claude Mignot, Grammaire des immeubles parisiens : six siècles de façades du Moyen Âge à nos jours, photographies de Jacques Lebar, Paris, Parigramme, 2004, 205 p.  (ISBN 2-84096-175-X).
- Françoise Boudon, Claude Mignot, Jacques Androuet du Cerceau : les dessins des « Plus excellents bâtiments de France », Paris, Picard & Le Passage, 2010, 252 p.  (ISBN 978-2-7084-0879-1) et  (ISBN 978-2-84742-150-7) [ouvrage publié à l'occasion de l'exposition « Androuet du Cerceau, 1520-1586 : l'inventeur de l'architecture à la française ? » présentée au Musée des monuments français (Paris) du 10 février au 9 mai 2010].
- Claude Mignot, Roger-Henri Guerrand & Hervé Guillemain, Trouvile [sic] : palaces, villas et maisons ouvrières, Paris, Éd. B2, 2011, 123 p.  (ISBN 978-2-36509-002-5).
- Claude Mignot, Paris : 100 façades remarquables, photographies de Samuel Picas, Paris, Parigramme, 2015, 238 p.  (ISBN 978-2-84096-946-4).
- Claude Mignot, François Mansart : un architecte artiste au siècle de Louis XIII et de Louis XIV, Paris, Le Passage, 2016, 238 p.  (ISBN 978-2-84742-344-0) [catalogue des œuvres de Mansart, avec sources, études et chronologies, par Joëlle Barreau et Étienne Faisant].
- Claude Mignot, avec Alexandre Gady, Le Val-de-Grâce, Editions de l’Esplanade, 2019.
- Claude Mignot, Le château de Tanlay, une beauté parfaite, photographies de Philippe Abergel, Editions de l’Esplanade, 2021, 182 p. 182 p.
- Claude Mignot, Pierre Le Muet, ingénieur et architecte du roi, Le Passage, 2023, Prix Drouot des Amateurs du Livre d'Art 2023[5]

### Articles
- « Paris, cartes sur table », Perspective, 2 | 2006, 342-346 [mis en ligne le 31 mars 2018, consulté le 31 janvier 2022. URL : http://journals.openedition.org/perspective/401 ; DOI : https://doi.org/10.4000/perspective.401%5D.
- « La monographie d’architecte à l’époque moderne en France et en Italie : esquisse d’historiographie comparée », Perspective, 4 | 2006, 629-636 [mis en ligne le 31 mars 2018, consulté le 31 janvier 2022. URL : http://journals.openedition.org/perspective/4227 ; DOI : https://doi.org/10.4000/perspective.4227].
- Avec Antonio Becchi, Mario Carpo, Pierre Caye, Werner Oechslin et Pascal Dubourg Glatigny, « Les livres d’architecture : leurs éditions de la Renaissance à nos jours », Perspective, 2 | 2008, 189-204 [mis en ligne le 31 mars 2018, consulté le 31 janvier 2022. URL : http://journals.openedition.org/perspective/3396 ; DOI : https://doi.org/10.4000/perspective.3396].